# EV Водолея
EV Водолея (лат. EV Aquarii) — одиночная переменная звезда в созвездии Водолея на расстоянии (вычисленном из значения параллакса) приблизительно 9002 световых лет (около 2760 парсеков) от Солнца. Видимая звёздная величина звезды — от +13,6m до +11,3m.

## Характеристики
EV Водолея — красная пульсирующая полуправильная переменная звезда типа SRA (SRA) спектрального класса M. Эффективная температура — около 3302 К.
Авторы специально проведённого исследования — астрофизик из университета Торонто Эмилия Терзиева, профессор астрономии и астрофизики Джон Р. Перси (англ. Percy, J. R.) и Хенден А. А. (англ. Henden A. A) из Американской ассоциации наблюдателей изучали возможную периодичность «нерегулярных» пульсирующих красных гигантов в рамках программы наблюдений Американской ассоциации наблюдателей переменных звёзд (англ. American Association of Variable Star Observers, AAVSO). Они использовали данные автоматизированного обзора неба для сверхновых и других звёзд, визуальные данные и данные программы AAVSO. Полученные результаты были сведены в таблицу. Для большинства звёзд были получены новые данные, дающие больше сведений или лучшие результаты.
Звезда EV Водолея была ранее неправильно квалифицирована как катаклизмическая переменная (двойная звёздная система с очень коротким орбитальным периодом), но фотометрические наблюдения и индексы цвета звезды выявили особенности, которые, скорее всего, свидетельствуют о том, что звезда является полурегулярным М-гигантом. Авторы специально проведённого исследования предоставляют данные, и в соответствии с новыми исходными, полученными в ходе проведённого моделирования, самокорреляционного анализа и анализа Фурье, определяют профиль изменчивости звезды. Фотометрические наблюдения и показатели цвета международной базы данных AAVSO указывают на то, что это, скорее всего, полуправильный M-гигант. Период вариации, как было установлено, составляет 123,6 дней ± 2,1 дня. Амплитуда этого изменения не является постоянной; со временем период изменяется приблизительно между 0,4 и 1,0 магнитудой. Не выявлено никаких данных о более длительном вторичном периоде, хотя наблюдался случай переходного периода вариации на более короткой временной шкале около 40 дней, но доказательств периодического изменения и цветовых различий не обнаружено.